# Богдашићи (Вишеград)
Богдашићи су насељено мјесто у општини Вишеград, Република Српска, БиХ. Према попису становништва из 1991. у насељу је живјело 48 становника.

## Становништво
Сви становници на попису 1991. су били Муслимани.
| Демографија | Демографија | Демографија |
| Година      | Становника  | Становника  |
| ----------- | ----------- | ----------- |
| 1991.       | 48          |             |